# ČT24
ČT24 (с пълно име на чешки: Česká televize 24) е чешки обществен информационен телевизионен канал на държавната Чешка телевизия. Стартира излъчване на 2 май 2005 г. Каналът излъчва от Прага (Чехия), където е разположена централата на телевизията, но има също клонове и излъчва от Бърно и Острава.
Излъчва на живо новини за икономиката и културата на всеки час, както и токшоута, телевизионни списания и други информационни програми. Каналът планира, след поредица от разширения и подобрения на DVB-T мултиплекса, да добави допълнителни услуги – текстова информация, диаграми, карти, речници и практическа информация (за да помогне на зрителите със зрителни и слухови увреждания да получават информация).

## Логотипи
- Лого на ČT24 в периода от 2 май 2005 до 31 август 2007 г.